# Road Rash (spelserie)

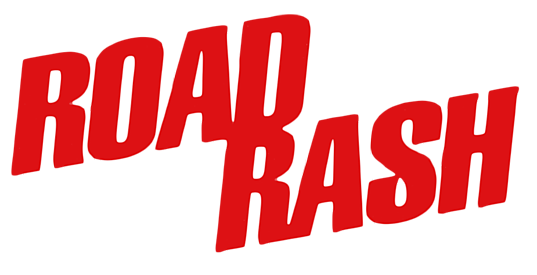

Road Rash är namnet på en spelserie av Electronic Arts, där upplägget kretsar kring olagliga motorcykelrace i vilka spelaren kan använda diverse tillhyggen gentemot motståndarna.
Sex olika spel släpptes mellan åren 1991 och 1999. Det första spelet gavs ursprungligen ut till Sega Mega Drive, men portades senare till flertalet andra konsoler. Titeln syftar på de märken och skrapsår som uppkommer i samband med olyckor där man kasat på asfalt.